# ان‌جی‌سی ۴۸۰
ان‌جی‌سی ۴۸۰ (انگلیسی: NGC 480) یک کهکشان مارپیچی است که در فاصله ۵۴۶ میلیون سال نوری از زمین در صورت فلکی نهنگ قرار دارد.  NGC 480 توسط ستاره‌شناس آمریکایی فرانسیس لیونورث در سال ۱۸۸۶ کشف شد.